# Симон (Покровський)
Єпископ Симеон (світське ім'я Сергій Іванович Покровський; *24 вересня 1846, Маркино — †20 листопада 1913, Самара) — релігійний діяч Російської імперії. Єпископи Російської православної церкви, єпископ Самарський і Ставропольський, ректор Волинської духовної семінарії (1890-1893).

## Біографія
Народився 24 вересня 1846 в сім'ї паламаря Маркино, Пензенська губернія. Нижчу освіту отримав в Красноярському духовному училищі, а середню в Томській духовної семінарії, курс якої закінчив у 1868 році.
З 11 вересня 1868 — вчитель Красноярського духовного училища.
У 1868 році вступив в Санкт-Петербурзьку духовну академію, яку закінчив в 1873 році зі ступенем кандидата богослов'я. Після закінчення академії призначений викладачем Священного писання в Вятську духовну семінарію.
З 15 грудня 1884 пострижений у чернецтво, а 28 травня висвячений у сан ієромонаха.
З 6 вересня 1890 — ректор Волинської духовної семінарії. 23 вересня возведений у сан архімандрита.
31 жовтня 1893 хіротонізований на єпископа Глазовського, вікарія Вятської єпархії.
З 12 листопада 1894 року — єпископ Єкатеринбурзький і Ірбітський.
З 12 липня 1896 — єпископ Катеринославський і Таганрозький. З 1 квітня 1911 — єпископ Катеринославський і Маріупольський. 
Лишив добру пам"ять по собі. Київська газета "Рада" писала 29 жовтня 1911 року: "Катеринославська архівна комісія піднесла преосвященному Сімеону, який виїзжає в Самару, адресу, в якій особливо підкреслюється, що його преосвященство, хоч і великорос по походженню, за весь час пробування в Катеринославі був прихильником української мови і дозволяв казання в церкві на цій мові. Архівна комісія висловлює жаль з приводу переїзду популярного владики".
З 4 жовтня 1911 — єпископ Самарський і Ставропольський.
Раптово помер 20 листопада 1913. Похований на кладовищі Іверського жіночого монастиря у м. Самара. Могила в радянський час втрачена.